# Palatul Ludwigsburg
Acest articol este despre palatul rezidențial. Pentru celălalt palat din aceleași motive, vezi Schloss Favorite, Ludwigsburg. 
Modifică date / text 
Palatul Ludwigsburg (Residenzschloss Ludwigsburg), cunoscut și sub numele de „Versailles de Suabia”, este un complex de palate de 452 de camere, alcătuit din 18 clădiri situate în Ludwigsburg, Baden-Württemberg, Germania. Suprafața sa totală, inclusiv grădinile, este de 32 ha (79 de acri) - cea mai mare proprietate palatară din țară. Palatul are patru aripi: aripa nordică, Alter Hauptbau, este cea mai veche și a fost folosită ca reședință ducală; aripile de est și de vest au fost folosite în scopuri judiciare și au fost locuite de oaspeți și de curteni; aripa sudică, Neuer Hauptbau, a fost construită pentru a găzdui mai multe funcții ale instanței și a fost ulterior folosită ca reședință.

## Legături externe
- Official website for Ludwigsburg Palace en
- Official website for Schloss Favorite en